# Милост (филм)
„Милост“ (на английски: Just Mercy) е американска биографична съдебна драма от 2019 г. на режисьора Дестин Даниел Кретън и участват Майкъл Б. Джордан в ролята на Брайън Стивънсън, Джейми Фокс като Уолтър МакМилиън, Роб Морган, Тим Блейк Нелсън, Рейф Спол и Бри Ларсън. Филмът е базиран на едноименната мемоарна книга, написана от Стивънсън, който изследва приключението си в работата си за защитата на афро-американските затворници.
Премиерата на филма се състои в международния фестивал в Торонто на 6 септември 2019 г. и е пуснат по кината в Съединените щати на 25 декември 2019 г. от „Уорнър Брос Пикчърс“.

## В България
В България филмът е пуснат по кината на 21 февруари 2020 г. от „Александра Филмс“.
На 12 декември 2022 г. филмът е излъчен премиерно по bTV Cinema с български дублаж, записан в студио VMS. Екипът се състои от:
| Озвучаващи артисти  | Елена Русалиева Симеон Владов Росен Русев Даниел Цочев Николай Николов |
| Преводач            | Мери Златева                                                           |
| Тонрежисьор         | Венелин Николов                                                        |
| Режисьор на дублажа | Добрин Добрев                                                          |